# Rhaeboctesis transvaalensis
Rhaeboctesis transvaalensis är en spindelart som beskrevs av Tucker 1920. Rhaeboctesis transvaalensis ingår i släktet Rhaeboctesis och familjen månspindlar. Inga underarter finns listade i Catalogue of Life.